# مانويل رودريغوس
مانويل رودريغوس (16 مارس 1905 بالبرتغال - ) هو لاعب كرة قدم برتغالي في مركز الهجوم. شارك مع منتخب البرتغال لكرة القدم. أما مع النوادي، فقد لعب مع أتليتيكو كلوب دي برتغال.

## وصلات خارجية
- مانويل رودريغوس على موقع قاعدة بيانات كرة القدم.إي يو (الإنجليزية)
- مانويل رودريغوس على موقع ناشيونال فوتبول تيمز (الإنجليزية)
- مانويل رودريغوس على موقع عالم كرة القدم.نت (الإنجليزية)